# Jacques Stas
Jacques Stas (Liegi, 6 febbraio 1969) è un ex cestista, allenatore di pallacanestro e dirigente sportivo belga.

## Carriera
Con il Belgio ha disputato i Campionati europei del 1993.

## Palmarès

### Giocatore
- Campionato belga: 7

Raching Mechelen: 1992-93, 1993-94
Spirou Charleroi: 1996-97, 1997-98, 1998-99, 2002-03, 2003-04
- Coppa del Belgio: 6

Raching Mechelen: 1993, 1994
Spirou Charleroi: 1997, 1999, 2001, 2002